# Булакты (Алакольский район)
Булакты (каз. Бұлақты, до 199? г. — Обуховка) — село в Алакольском районе Жетысуской области Казахстана. Административный центр Бескольского сельского округа. Код КАТО — 193439100.

## Население
В 1999 году население села составляло 3510 человек (1789 мужчин и 1721 женщина). По данным переписи 2009 года, в селе проживало 3740 человек (1878 мужчин и 1862 женщины).